# Ot zari do zari
Ot zari do zari (russisk: От зари до зари) er en sovjetisk spillefilm fra 1975 af Gavriil Jegiazarov.

## Medvirkende
- Nikolaj Pastukhov som Fjodor Vasiljevitj Roznov
- Igor Ledogorov som Stukovskij
- Ljubov Sokolova som Pelagia Ivanovna Rozhnova
- Jevgenija Sabelnikova som Valja
- Boris Tokarev som Motja Zakharov